# Antonio Guidi (politico)
Antonio Guidi (Roma, 13 giugno 1945) è un politico e neurologo italiano, deputato per Forza Italia dal 1994 al 2001 e ministro per la famiglia e la solidarietà sociale nel governo Berlusconi I.

## Biografia
Nato con una grave asfissia per parto prolungato, Antonio Guidi soffre di tetraplegia spastica.
Laureato in medicina e chirurgia presso l'Università La Sapienza di Roma, si è specializzato in neurologia e neuropsichiatria infantile e ha insegnato per tre anni psicologia della disabilità alla Sapienza. Dal 1970 al 1991 è responsabile del Servizio di riabilitazione della USL 22 di San Benedetto del Tronto. Dal 1979 al 1981 è promotore, insieme a Piero Gabrielli, della manifestazione culturale "Mille bambini a via Margutta".
È stato sposato con Paola Severini; la coppia ha avuto tre figli (Valentino, Diletta e Valerio). Nel 1996 fonda, insieme alla moglie, la rivista sul terzo settore Angeli. I due hanno divorziato nel 2000.
Dal 2004 al 2009 è presidente dell'Istituto italiano di medicina sociale e direttore della rivista di medicina sociale Difesa sociale.
È membro della Fondazione Italia USA.

### Prime esperienze politiche
Membro del Partito Socialista Italiano, dal 1989 al 1993 è stato responsabile CGIL del Dipartimento Handicap. Dal 1990 al 1992 ha ricoperto le cariche di segretario nazionale e di presidente del Consiglio nazionale dell'ARCI. Nel 1993 arriva la rottura con la CGIL e con il suo segretario Bruno Trentin; uno dei motivi di frizione tra i due fu la partecipazione di Guidi come opinionista fisso alla trasmissione di Rete 4 Punto di svolta, condotta dal suo grande amico Gianfranco Funari. Nel corso di una di queste puntate conoscerà Silvio Berlusconi.

### Ministro e sottosegretario di FI
Aderisce a Forza Italia alla sua fondazione, nel 1994. Alle elezioni politiche dello stesso anno, viene eletto deputato con FI e ricopre il ruolo di ministro per la famiglia e la solidarietà sociale nel governo Berlusconi I (1994-1995). È rieletto deputato alle elezioni politiche del 1996; dal 1998 al 2001 è vicepresidente della Commissione parlamentare per l'infanzia.
Candidato alle elezioni europee del 1999 con Forza Italia nella circoscrizione Italia centrale, ottiene 13 500 preferenze, ma non risulta eletto.
Nel 2001 è nominato sottosegretario alla Salute nel governo Berlusconi II (2001-2005).
È stato candidato con il PdL a sindaco per il comune di Chianciano Terme alle elezioni amministrative del 2009, perdendo per pochi voti e venendo eletto consigliere comunale, dimettendosi comunque pochi mesi dopo.
Guidi è stata la prima persona con disabilità ad aver ricoperto un incarico di governo nella storia della Repubblica Italiana, e anche l'unica fino alla nomina di Vincenzo Zoccano nel 2018.

### Il ritorno al PSI
È stato collaboratore per le politiche della disabilità del sindaco di Roma Gianni Alemanno. Si dimise dall'incarico nel 2012.
Da febbraio 2012 è responsabile dello stato sociale e diritti di cittadinanza del nuovo PSI e membro del Consiglio nazionale e della Direzione nazionale del partito. È stato candidato alle elezioni politiche del 2013 al Senato in Calabria, senza però venire eletto.

### L'adesione a FdI e il ritorno in Parlamento
Dal 9 marzo 2014 è membro dell'ufficio di presidenza di Fratelli d'Italia - Alleanza Nazionale.
Alle elezioni politiche anticipate del 25 settembre 2022 viene candidato per il Senato come capolista di Fratelli d’Italia nel collegio plurinominale dell’Umbria, risultando eletto. Il 18 ottobre aderisce al gruppo Civici d'Italia - Noi Moderati - MAIE, parte della maggioranza di centrodestra a Palazzo Madama.

## Opere
- L'altra gente. Convivere con l'handicap, Torino, Nuova ERI, 1988. ISBN 88-397-0528-7.
- Manuale di informazione sull'handicap, con Danilo Massi, Roma, Presidenza del Consiglio dei ministri-Dipartimento per l'informazione e l'editoria, 1992.
- Arrivederci compagni, Roma, SEAM, 1995. ISBN 88-86088-86-8.
- Usa ciò che sei. Ce la puoi fare con la forza che è in te, Colognola ai Colli, Demetra, 1998, SBN TO00627555.
- I nostri figli. Un progetto per il futuro, Milano, Mondadori, 1999. ISBN 88-04-45973-5.
- Con gli occhi di un burattino di legno, con Silvia Galieti e Maria Giovanna Alati, Soveria Mannelli, Rubbettino, 2012. ISBN 978-88-498-3379-9.
- Mai più un bambino. Famiglia, istituti, Case famiglia, diritti dei bambini, con Vincenza Palmieri e Francesco Miraglia, Roma, Armando, 2013. ISBN 978-88-6677-280-4